# Bellator 200
Bellator 200: Carvalho vs. Mousasi è stato un evento di arti marziali miste tenuto dalla Bellator MMA il 25 maggio 2018 alla Wembley Arena di Londra in Inghilterra.

## Risultati
|                                        | Divisione             |                      |           |                     | Metodo                                      | Round     | Tempo     | Premio    |
| Main Card                              | Main Card             | Main Card            | Main Card | Main Card           | Main Card                                   | Main Card | Main Card | Main Card |
| -------------------------------------- | --------------------- | -------------------- | --------- | ------------------- | ------------------------------------------- | --------- | --------- | --------- |
| Sfida valida per il titolo di campione | Pesi medi             | Gegard Mousasi       | batte     | Rafael Carvalho (c) | KO tecnico (pugni)                          | 1         | 3:35      |           |
|                                        | Pesi medi             | Michael Page         | batte     | David Rickels       | KO tecnico (ritiro)                         | 2         | 0:43      |           |
|                                        | Catchweight (163 lbs) | Aaron Chalmers       | batte     | Ash Griffiths       | Sottomissione (guillotine choke)            | 1         | 1:54      |           |
|                                        | Pesi medi             | Mike Shipman         | batte     | Carl Noon           | KO (pugni)                                  | 1         | 0:10      |           |
|                                        | Pesi mosca femminili  | Kate Jackson         | batte     | Anastasia Yankova   | Decisione unanime (30–26, 30–26, 29–27)     | 3         | 5:00      |           |
|                                        | Pesi mediomassimi     | Phil Davis           | batte     | Linton Vassell      | KO (calcio alla testa)                      | 3         | 1:05      |           |
| Preliminary Card                       |                       |                      |           |                     |                                             |           |           |           |
|                                        | Pesi welter           | Jahreau Shephard     | batte     | Marcin Zywica       | KO tecnico (stop medico)                    | 1         | 5:00      |           |
|                                        | Pesi welter           | Walter Gahadza       | batte     | Kent Kauppinen      | Sottomissione (rear-naked choke)            | 2         | 2:04      |           |
|                                        | Pesi mosca            | Amir Albazi          | batte     | Iurie Bejenari      | Sottomissione (rear-naked choke)            | 1         | 3:21      |           |
|                                        | Pesi leggeri          | Charlie Leary        | batte     | Tom Green           | KO tecnico (pugni)                          | 2         | 4:58      |           |
|                                        | Pesi leggeri          | Charlie Ward         | batte     | Martin Hudson       | KO tecnico (pugni)                          | 1         | 2:23      |           |
|                                        | Pesi piuma            | Pedro Carvalho       | batte     | Daniel Crawford     | Decisione non unanime (28–29, 29–28, 29–28) | 3         | 5:00      |           |
|                                        | Pesi medi             | Anatoly Tokov        | batte     | Vladimir Filipovic  | Sottomissione (guillotine choke)            | 1         | 0:56      |           |
|                                        | Pesi medi             | Costello van Steenis | batte     | Kevin Fryer         | KO tecnico (pugni)                          | 1         | 1:20      |           |
|                                        | Pesi piuma            | Mike Ekundayo        | batte     | Tom Mearns          | Sottomissione (infortunio al braccio)       | 2         | 1:02      |           |